# Novéant-sur-Moselle
Novéant-sur-Moselle település Franciaországban, Moselle megyében. Lakosainak száma 1861 fő (2022. január 1.). Novéant-sur-Moselle Arnaville, Ancy-Dornot, Arry, Corny-sur-Moselle és Gorze községekkel határos.

## Népesség
A település népességének változása:
| Lakosok száma | 1580 | 1752 | 1781 | 1945 | 1937 | 1849 | 1797 | 1823 | 1836 | 1861 |
|               | 1968 | 1982 | 1990 | 2006 | 2013 | 2015 | 2017 | 2019 | 2020 | 2022 |